# Dunshaughlin
Dunshaughlin is een plaats in het Ierse graafschap Meath. De plaats telt 3.384 inwoners.